# 1685 en musique classique
| \| • Retour à la chronologie générale de la musique classique • \| |
| Grèce • Rome • Haut Moyen Âge • VIIIe siècle • IXe siècle • Xe siècle • XIe siècle XIIe siècle • XIIIe siècle • XIVe siècle • XVe siècle • XVIe siècle • XVIIe siècle XVIIIe siècle • XIXe siècle • XXe siècle • XXIe siècle |
| • Retour à la chronologie générale de la musique classique • |

| Années en musique classique : 1682 - 1683 - 1684 - 1685 - 1686 - 1687 - 1688    |
| Décennies en musique classique : 1650 - 1660 - 1670 - 1680 - 1690 - 1700 - 1710 |

## Événements

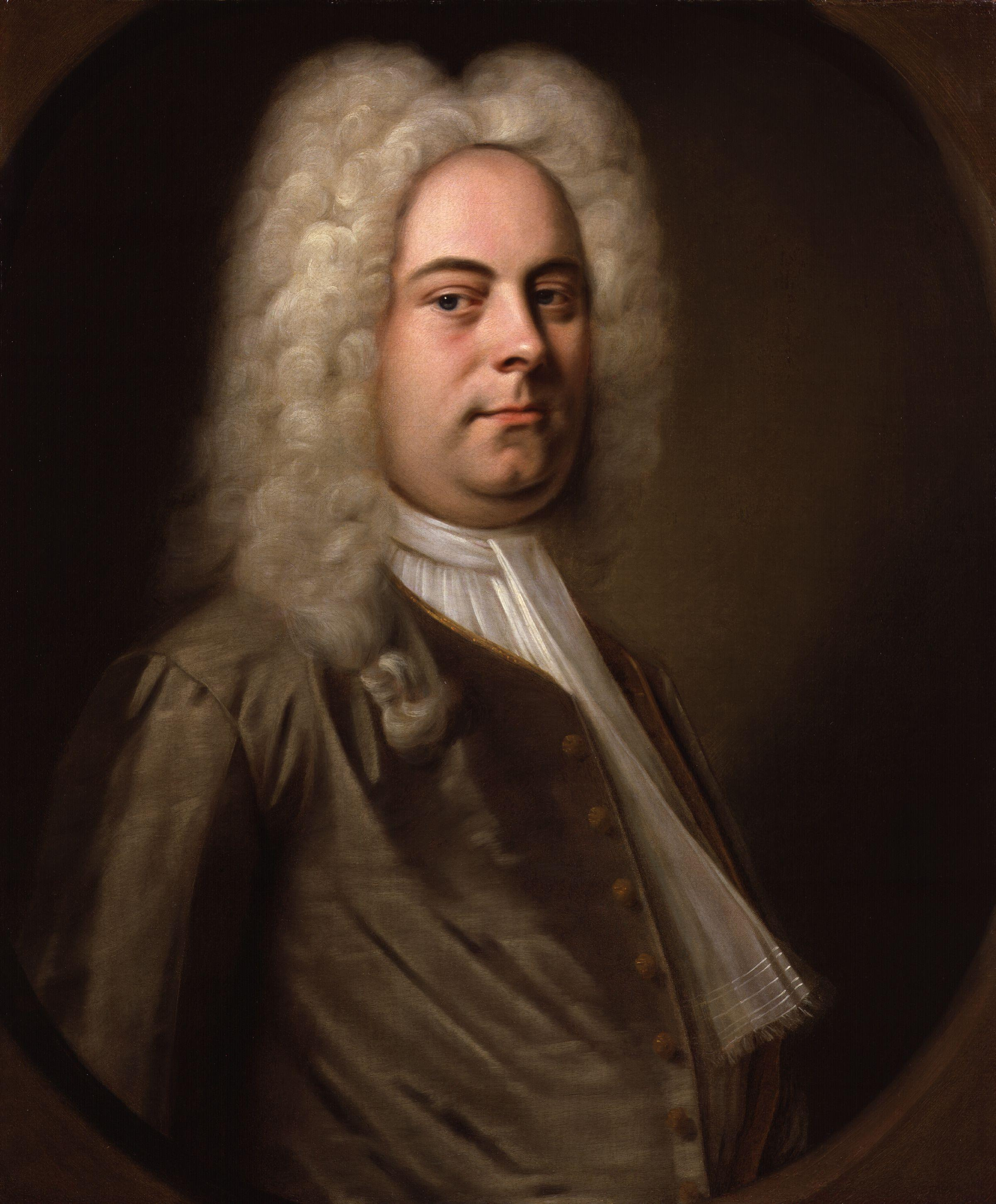
Georg Friedrich Haendel

- 18 janvier : Roland, tragédie lyrique de Lully sur un livret de Philippe Quinault, créée à Versailles.
- 15 février : Armide , tragédie en musique de Lully sur un livret de Philippe Quinault, créée au Théâtre du Palais-Royal en présence du Grand Dauphin.
- My Heart is Inditing of a Good Mater, hymne de Purcell.
- Alessandro Scarlatti devient maître de la chapelle royale à Naples (1684-1702).
- Miserere, de Michel-Richard Delalande.
- Les Arts florissants, opéra de Marc-Antoine Charpentier.
- Livre de Musique pour l’Orgue de Nicolas Gigault.

## Naissances

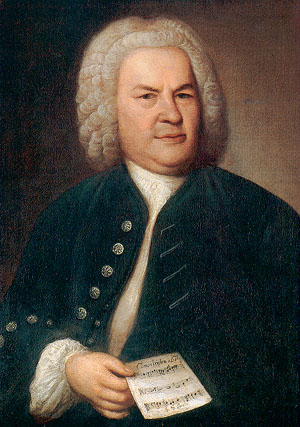
Johann Sebastian Bach

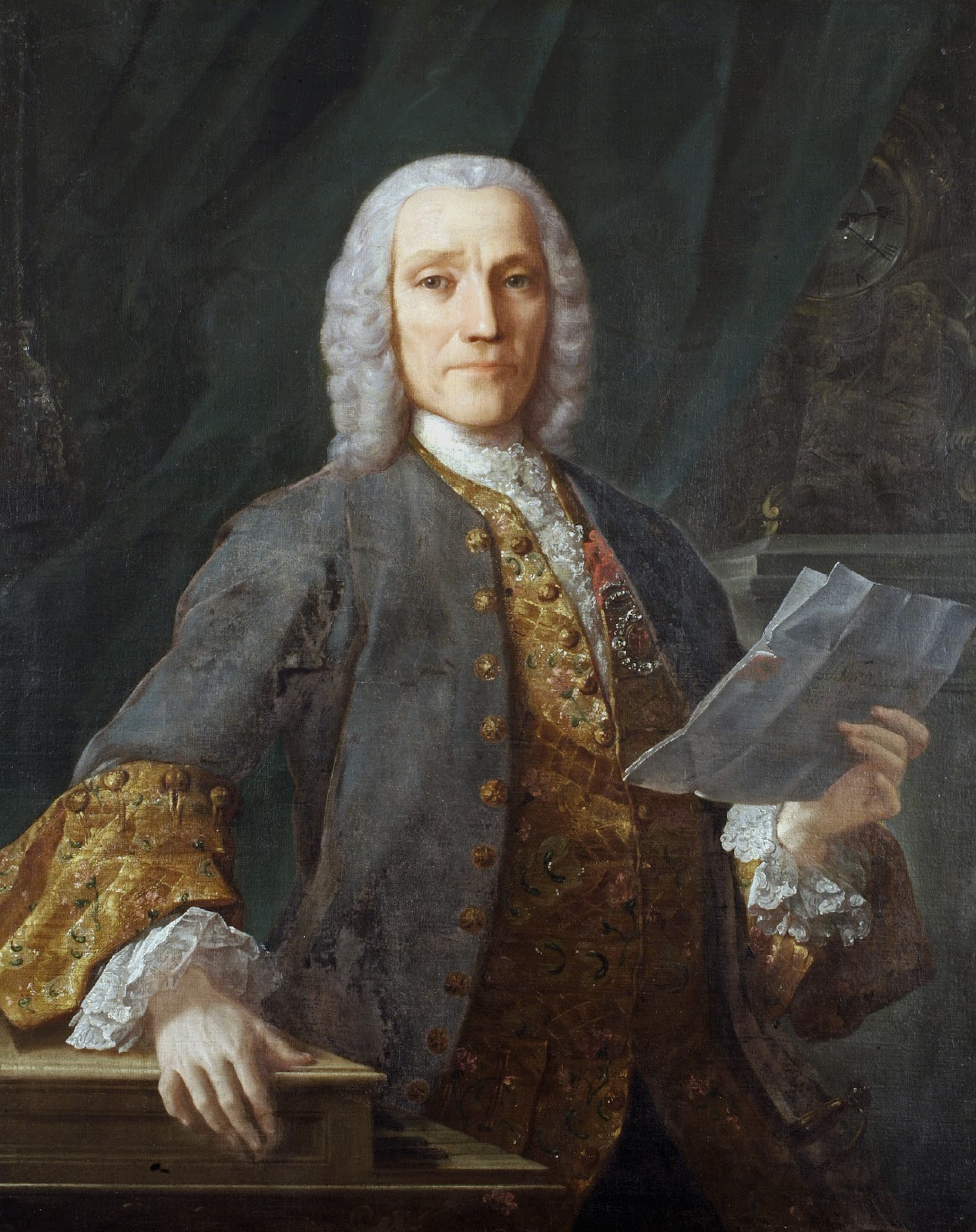
Domenico Scarlatti

- 23 février : Georg Friedrich Haendel, compositeur allemand, naturalisé britannique († 14 avril 1759).
- 21 mars : Johann Sebastian Bach, compositeur allemand († 28 juillet 1750).
- 23 juin : Antonio Bernacchi, castrat, compositeur et professeur de chant italien († 1er mars 1756).
- 7 juillet : Jacques Lœillet, compositeur et hautboïste originaire de la Belgique actuelle († 28 novembre 1748).
- 1er août : Pier Giuseppe Sandoni, compositeur italien († 16 août 1748).
- 15 septembre : Gottfried Kirchhoff, compositeur allemand († 21 janvier 1746).
- 20 septembre : Giuseppe Matteo Alberti, violoniste et compositeur italien († 18 février 1751).
- 26 octobre : Domenico Scarlatti, compositeur italien († 23 juillet 1757).

Date indéterminée :
- John Baston, compositeur et flûtiste anglais († vers 1740).
- Roque Ceruti, compositeur latino-américain, d'origine italienne († 6 décembre 1760).
- Louis-Antoine Dornel, compositeur français († après 1756).

Vers 1685 :
- Senesino, castrat contralto italien († 27 janvier 1759).

## Décès
- 31 mars : Juan Hidalgo de Polanco, compositeur espagnol (° 28 septembre 1614).
- 13 avril : Natale Monferrato, compositeur et maître de chapelle italien (° 5 mai 1610).
- 22 septembre : Ignazio Albertini, violoniste et compositeur italien (° vers 1644).
- 25 décembre : Jean-Baptiste Boësset, compositeur français (° 1614).

Date indéterminée :
- Marco Scacchi, compositeur et théoricien italien (° 1602).